# Paul Kohlhoff
Paul Kohlhoff (* 26. Juni 1995 in Bremen) ist ein deutscher Regattasegler.
Paul Kohlhoff wurde 2014 Junioreneuropameister. Ein Jahr später konnte er diesen Titel verteidigen und sicherte sich zudem den Juniorenweltmeistertitel. Bei den Weltmeisterschaften der Senioren wurde er im gleichen Jahr Fünfter. Bei den Olympischen Spielen 2016 in Rio de Janeiro belegte Kohlhoff mit Carolina Werner den 13. Platz in der Nacra-17-Regatta.
Im Mai 2021 wurde Kohlhoff mit Alica Stuhlemmer für die Teilnahme an den Olympischen Spielen 2020 in Tokio nominiert. Den beiden gelang der Gewinn der Bronzemedaille. Für diesen Medaillengewinn wurde er am 8. November 2021 vom Bundespräsidenten Frank-Walter Steinmeier mit dem Silbernen Lorbeerblatt ausgezeichnet.
Bei den Olympischen Spielen 2024 in Paris mit dem Austragungsort der Segelwettbewerbe in Marseille belegte das Team Hoffmann/Stuhlemmer den achten Gesamtplatz in der Bootsklasse Nacra 17.
Im November 2024 verkündeten Hoffmann und Stuhlemmer das Ende ihrer Segelpartnerschaft.